# Ulica Górna Wilda w Poznaniu
Ulica Górna Wilda w Poznaniu – ulica w Poznaniu biegnąca od skrzyżowania z ul. Królowej Jadwigi oraz będąca przedłużeniem ulicy Półwiejskiej w kierunku południowym, położona na Wildzie, na obszarze jednostki pomocniczej Osiedle Wilda.

## Znaczenie i numeracja
Na całej długości posiada kategorię drogi powiatowej, leżąc w ciągu drogi o numerze 5810P. Jest także zaliczana do ulic tzw. układu podstawowego. W latach 1986–1998 była zaliczana do dróg wojewódzkich .
Numery porządkowe nieruchomości ustalone są łącznie dla ulic: Półwiejskiej, Górnej Wildy oraz 28 Czerwca 1956 r., kiedy w latach 1951–1979 stanowiły jedną ulicę Feliksa Dzierżyńskiego.

## Komunikacja miejska
Ulica posiada dwutorowe torowisko tramwajowe, po którym kursują linie:  2 Dębiec ↔ Ogrody,  9 Dębiec ↔ Piątkowska i  19 Dębiec ↔ Połabska.

## Historia nazw
Na przestrzeni lat ulica miała różne nazwy:
- do 1919 nosiła nazwę Kronprinzenstrasse (pl.  Następcy Tronu),
- 1919–1939: Górna Wilda,
- 1939–1945: Schwabenstrasse,
- 1945–1951: Ignacego Daszyńskiego[8][9],
- 1951-1981: Feliksa Dzierżyńskiego,
- od 1981: Górna Wilda[10][9].

## Ważniejsze obiekty położone przy ulicy
Kolejność obiektów zgodna z kierunkiem przebiegu ulicy, tj. z północy na południe:
- Brama Wildecka (nieistniejąca),
- Park Izabeli i Jarogniewa Drwęskich w Poznaniu,
- Leprozorium św. Łazarza w Poznaniu,
- Kino Tęcza,
- Kamienica pod Koroną,
- Kościół Maryi Królowej i figura św. Michała Archanioła,
- Rynek Wildecki,
- Fontanna na Rynku Wildeckim.